# دیک اسپنس
دیک اسپنس (به انگلیسی: Dick Spence) بازیکن فوتبال زادهٔ ۱۸ ژوئیه ۱۹۰۸ اهل کشور انگلستان که سابقهٔ بازی در تیم ملی فوتبال انگلستان را در کارنامهٔ خود دارد. وی در تاریخ ۶ مه ۱۹۳۶ نخستین بازی ملی خود را در مقابل تیم ملی فوتبال اتریش انجام داد و با حضور در ۲ بازی ملی، در تاریخ ۹ مه ۱۹۳۶ واپسین بازی ملی‌اش را در برابر تیم ملی فوتبال بلژیک برگزار کرد.